# Powellinia noctambulatrix
Powellinia noctambulatrix là một loài bướm đêm trong họ Noctuidae.